# 사하라사막개미
사하라사막개미(Cataglyphis bicolor)는 사막개미속에 속한 사막에서 살아가는 개미다. 이 개미는 사하라 사막에서 살며 현재 알려진 열에 제일 잘 견디는 동물 중 하나다. 하지만 사하라 사막에서 살아가는 사막개미속의 개미가 네 종 이상 있는데,C. bombycina, C. savignyi, C. mauritanicus, C. fortis같은 것들이다.

## 특징
사하라사막개미는 청소 동물이다. 그들은 사막의 열기에 굴복한 곤충들과 다른 절지동물들의 시체에서 먹이를 찾는다.
알려진 육상동물 중 섭씨 50도 이상의 온도에서 장기간 살아갈 수 있는 동물은 없지만, 사하라사마개미는 신체의 온도가 섭씨 70도(화씨 122도) 이상일 때 신체의 온도를 섭씨 50도(화씨 122도)이상으로 유지할 수 있다. 그렇지만 둥지 바깥으로 나가면, 말라죽지 않으려면 끊임없이 움직여야 한다.

## 길을 찾는 기술과 내재된 만보계

### 태양의 각도에 대한 측정
이 개미는 식별할 수 있는 형체가 거의 없는 사하라 사막 속에서 그들의 굴에서 먼 거리를 이동한다. 이동하는 동안 개미는 태양에 대한 개미의 각도를 주기적으로 측정한다. 이를 통해서 개미는 음식을 얻기 위해 둥지에서 먼 곳까지 모험할 수 있다. 미친 듯한 열기 때문에, 개미는 하루에 대략 3분에서 5분밖에 활동할 수 없다. 개미는 제일 뜨거운 시간대에만 활동하는데, 이 때가 포식자들이 태양을 피하는 시기이기 때문이다. 개미는 죽은 곤충을 찾으면 태양의 위치를 확인하며 주기적으로 태양의 각도를 확인하였기 때문에 그들의 둥지로 향하는 최단 경로가 무엇인지 정확히 알 수 있다. Max Planck Institute for Chemical Ecology의 과학자들은 사막의 미소서식환경이 개미들이 그들의 둥지로 향할 수 있도록 안내하는 독특한 냄새 표시를 가지고 있다는 것을 확인하기도 했다.
이 기술은, 먹이를 찾는 꿀벌의 행동에서 발견되기도 하는데, 그들이 살아가는 가혹한 환경 아래에서 살아가는 개미들의 생존에 반드시 필요한 것이다. 이 행동은 사막개미속이 다른 어떤 동물보다도 크기에 비례했을 때 그들의 둥지에서 제일 멀리까지 이동할 수 있게 해준다.

### 만보계
개미는 발걸음을 측정하기 위해 내재된 만보계를 사용하는 것처럼 보이는데, 이는 냄새가 순식간에 증발하는 가혹한 환경에서 둥지에 돌아오는 것을 가능하게 해준다. 막대기를 개미의 다리들에 붙였을 때 개미들은 그들의 둥지까지의 거리를 지나치게 길게 잡았고, 다리를 자른 개미들은 둥지까지 가지 못했다. 개미들은 발걸음을 세는 데 머리를 쓰는 게 아니라, 본능적으로 그것을 행하는 것으로 보인다.